# Tiếng Amhara
Tiếng Amhara (አማርኛ Amarəñña, IPA: [amarɨɲːa] ⓘ) là một ngôn ngữ thuộc ngữ tộc Semit của ngữ hệ Phi-Á, được nói tại Ethiopia. Đây là ngôn ngữ Semit phổ biến thứ nhì trên thế giới, sau tiếng Ả Rập, là ngôn ngữ hành chính chính thức của Cộng hòa Dân chủ Liên bang Ethiopia và cũng là ngôn ngữ hành chính hoặc chính thức của nhiều vùng bên trong hệ thống liên bang của Ethiopia.
Ngôn ngữ này là ngôn ngữ hành chính của chính phủ, của thương mại và giao tiếp, của quân đội và của Giáo hội Chính thống giáo Tewahedo Ethiopia từ ít nhất là thế kỷ XIII. Thống kê 2007 ghi nhận 22 triệu người nói bản ngữ và 15 triệu người nói như ngôn ngữ thứ hai tại Ethiopia. Tiếng Amhara còn được nói bởi khoảng 3 triệu người di cư sống ngoài Ethiopia. Đa số cộng đồng Do Thái Ethiopia tại Ethiopia và Israel nói tiếng Amhara. Hơn nữa, tiếng Amhara là ngôn ngữ thần thánh của tôn giáo Rastafari. Đây là ngôn ngữ phổ biến nhất tại vùng Sừng châu Phi.